# Popovice (Brandýs nad Labem-Stará Boleslav)
Popovice (německy Popowitz) je vesnice v okrese Praha-východ, část města Brandýs nad Labem-Stará Boleslav. Nachází se 3 km na západ od Brandýsa nad Labem. Vesnicí protéká Vinořský potok. Je zde evidováno 56 adres.

## Další fotografie

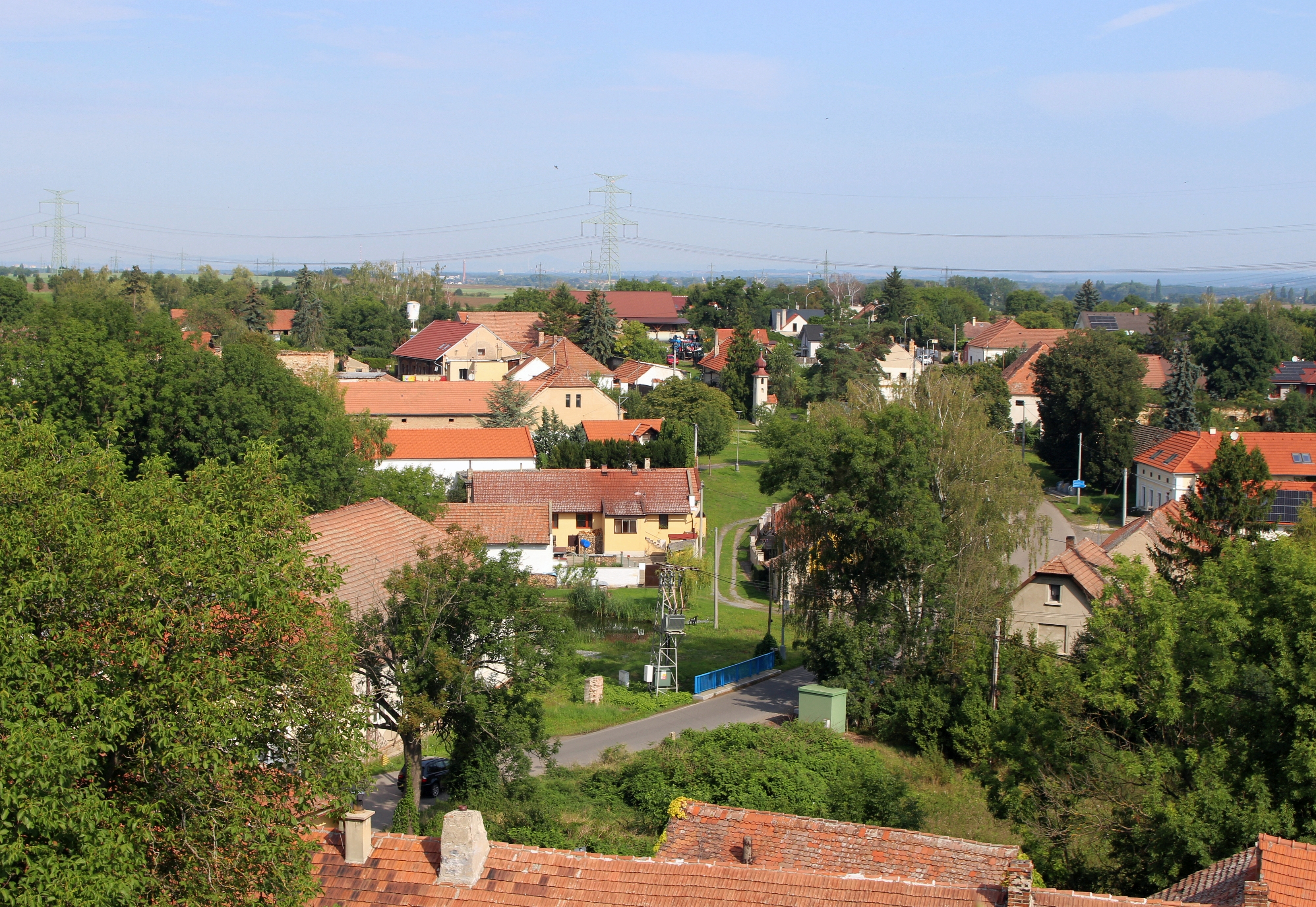
Pohled na vesnici
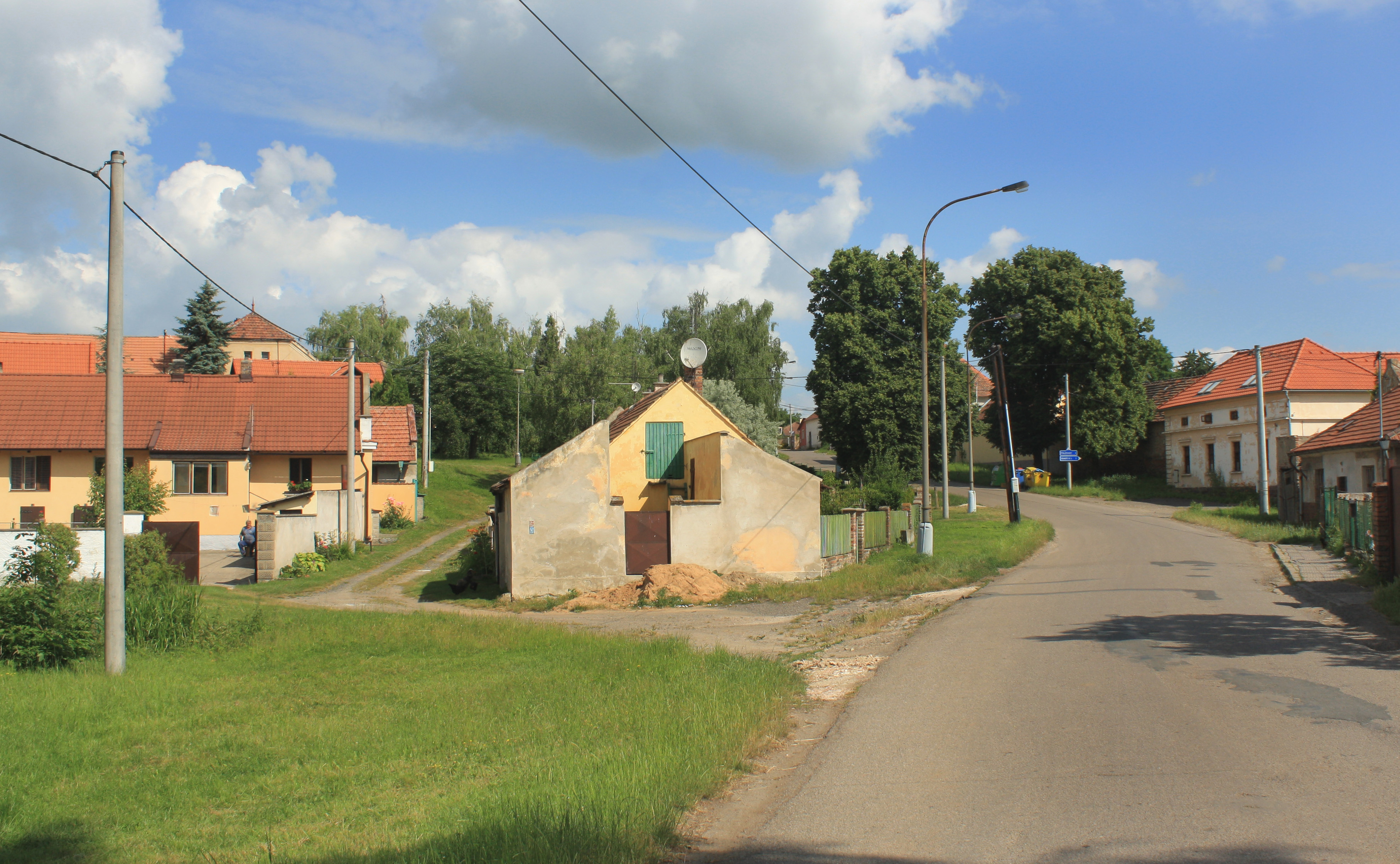
Náves
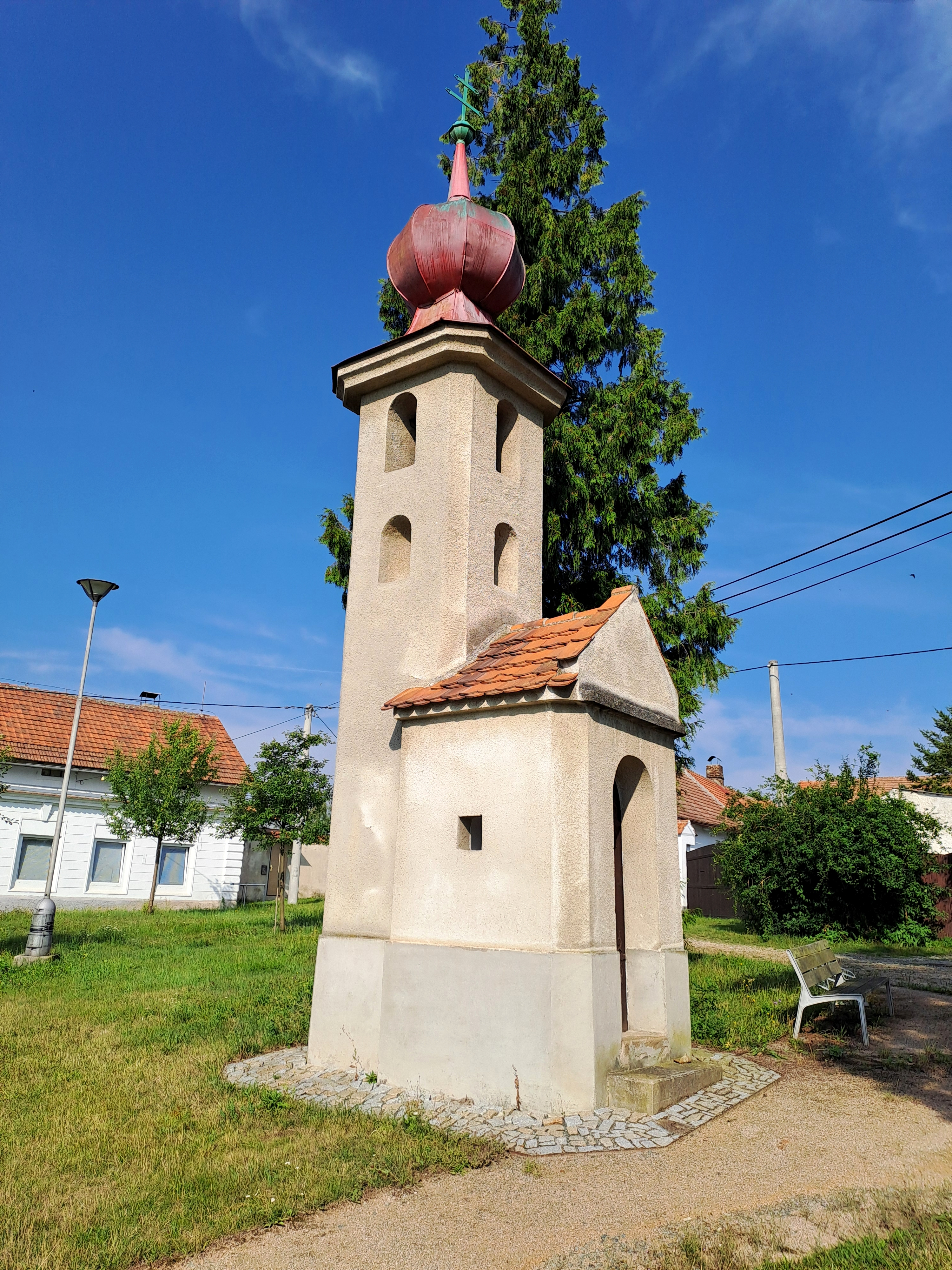
Kaplička na návsi
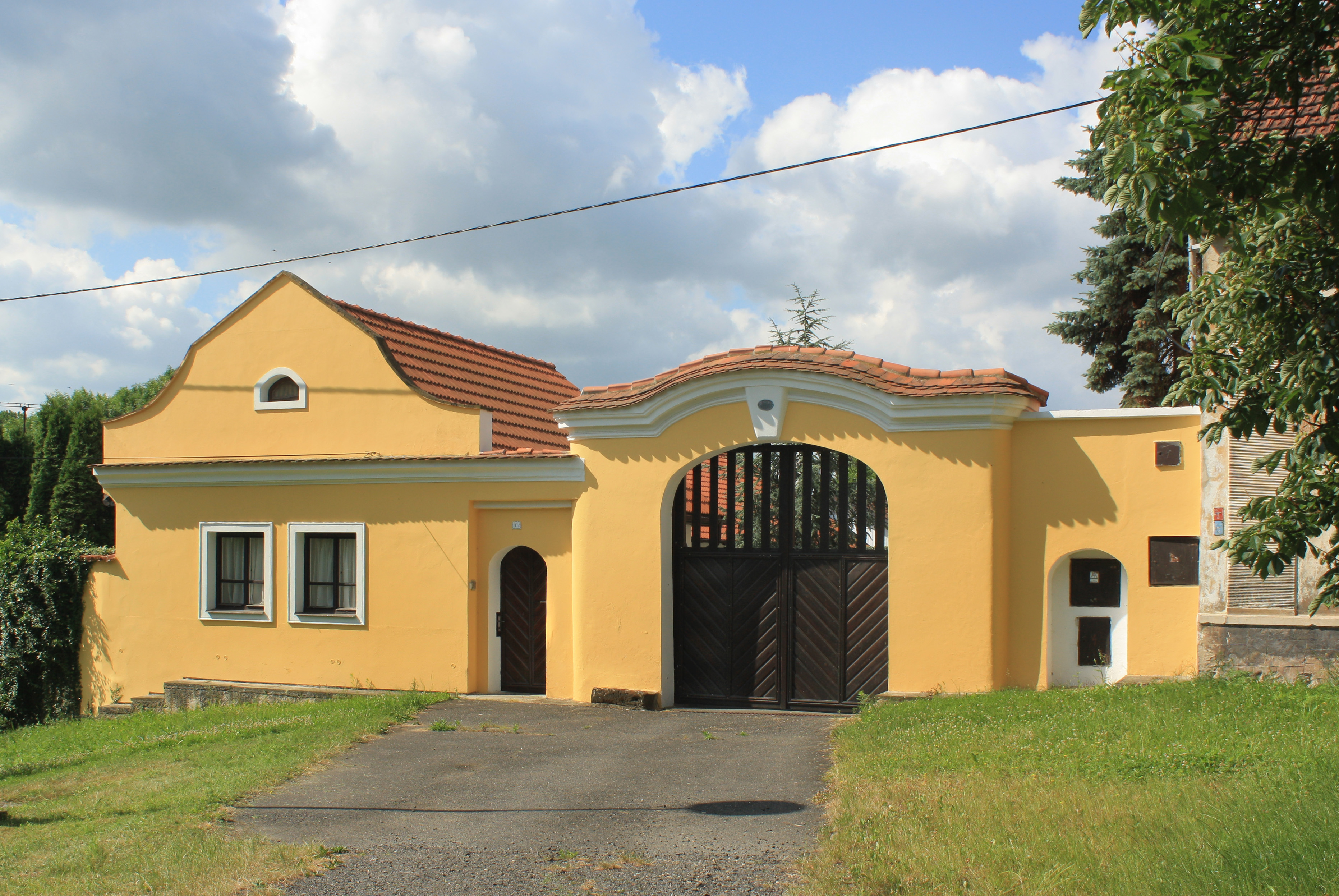
Opravený statek
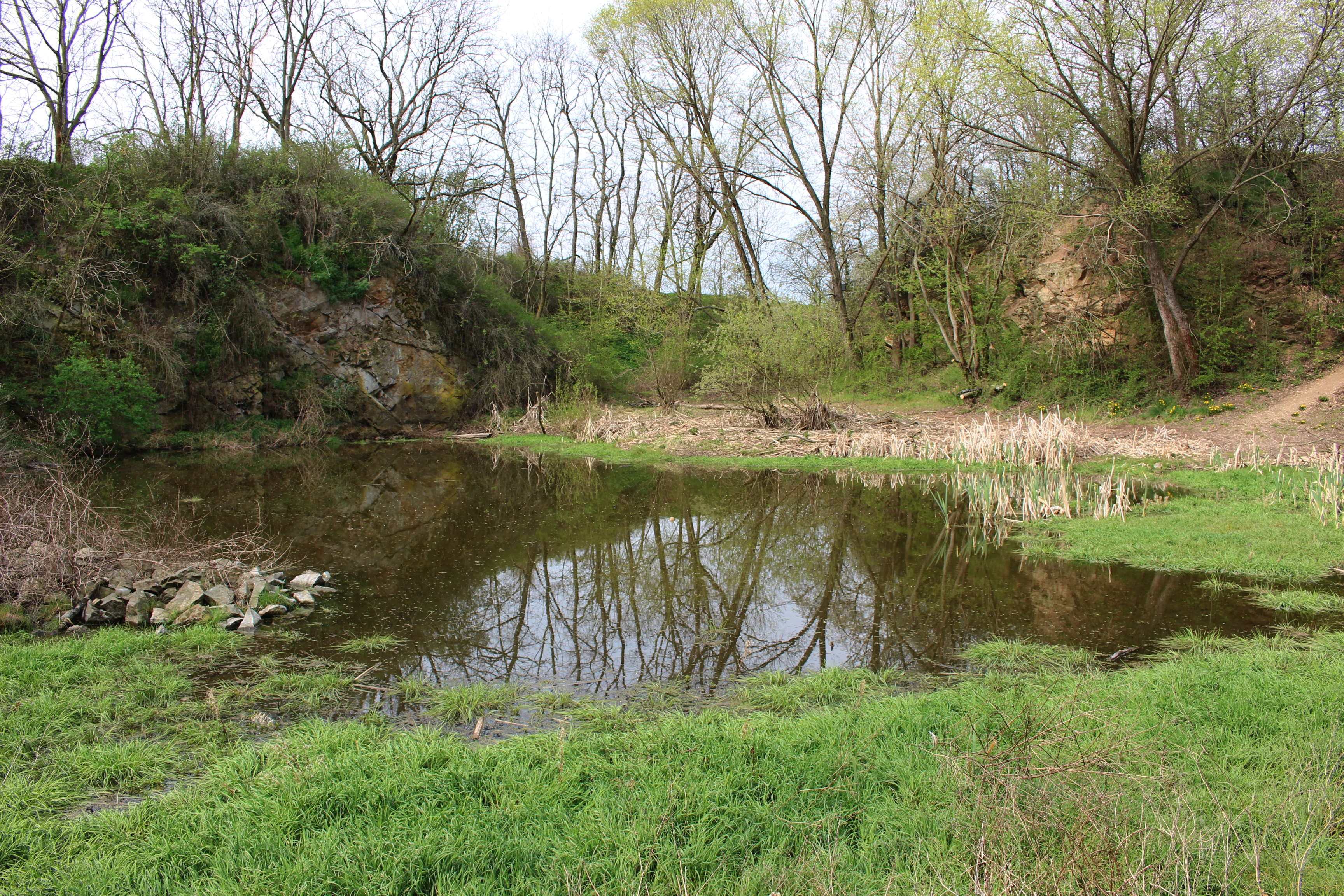
Bývalý lom Marešovka